# Nová Ves (okres Žďár nad Sázavou)
Nová Ves (německy Neudorf) je obec v okrese Žďár nad Sázavou v Kraji Vysočina. Žije zde 156 obyvatel.

## Historie
První písemná zmínka o obci pochází z roku 1364.
V letech 2006–2010 působil jako starosta Josef Loup, od roku 2010 tuto funkci vykonává Jitka Chocholáčová.
| Rok            | 1869 | 1880 | 1890 | 1900 | 1910 | 1921 | 1930 | 1950 | 1961 | 1970 | 1980 | 1991 | 2001 |
| Počet obyvatel | 223  | 268  | 227  | 204  | 209  | 221  | 228  | 184  | 211  | 204  | 158  | 157  | 181  |

## Pamětihodnosti
- Zvonice na návsi
- Boží muka u silnice k Heřmanovu